# 夏尔·艾蒂尔
夏尔·艾蒂尔（英語：Charles Estienne，1504年—1564年），文艺复兴时期欧洲著名学者之一。他曾于16世纪前后出版有一部关于解剖学方面的论著。同时又在法国巴黎从事出版印刷工作长达十年之久。凭此在当时的欧洲产生了广泛影响力。

## 扩展阅读
- 本条目包含来自公有领域出版物的文本: Chisholm, Hugh (编).  (第11版). London: Cambridge University Press. 1911.